# Tireli (Mali)

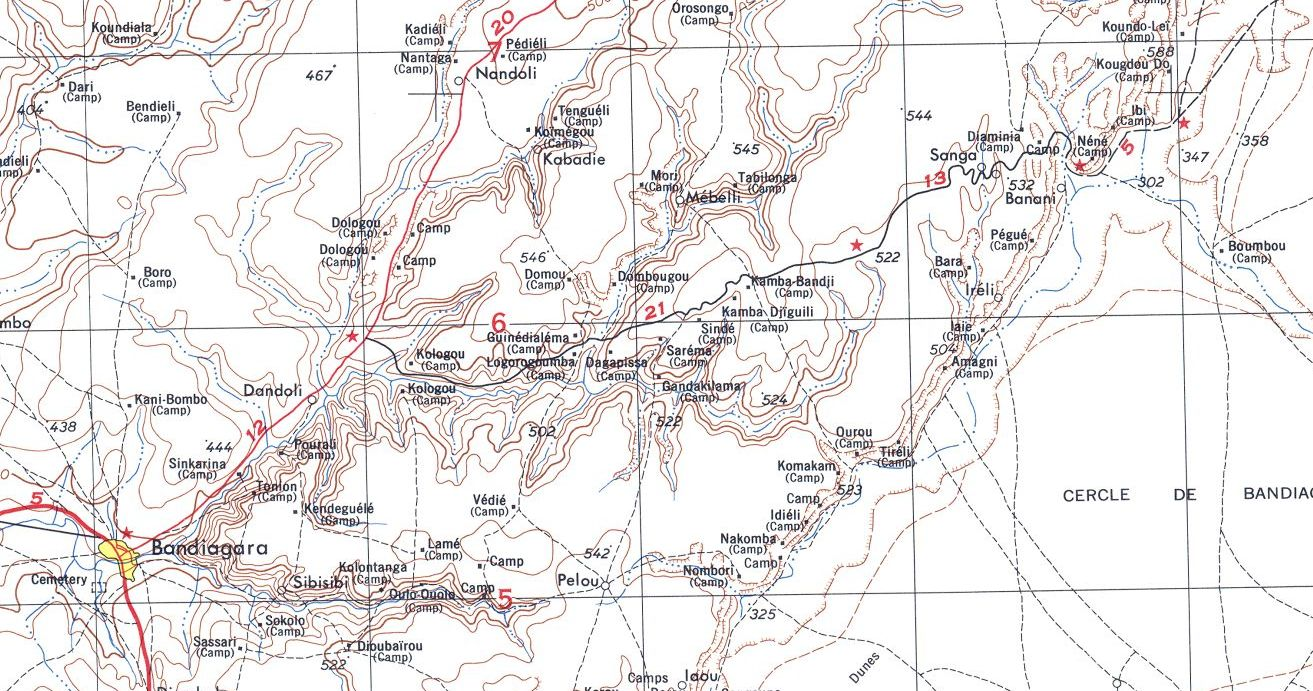
Tireli sur une carte de l'armée américaine de 1954 au centre à droite sous le nom de "Tiréli (Camp)".

Tireli est un village du pays dogon du Mali sur la falaise de Bandiagara dans le cercle de Bandiagara, région de Mopti. Il est situé à 11 km au sud-sud-ouest de Sangha et Banani et à 28 km à l'est de Bandiagara.

## Galerie

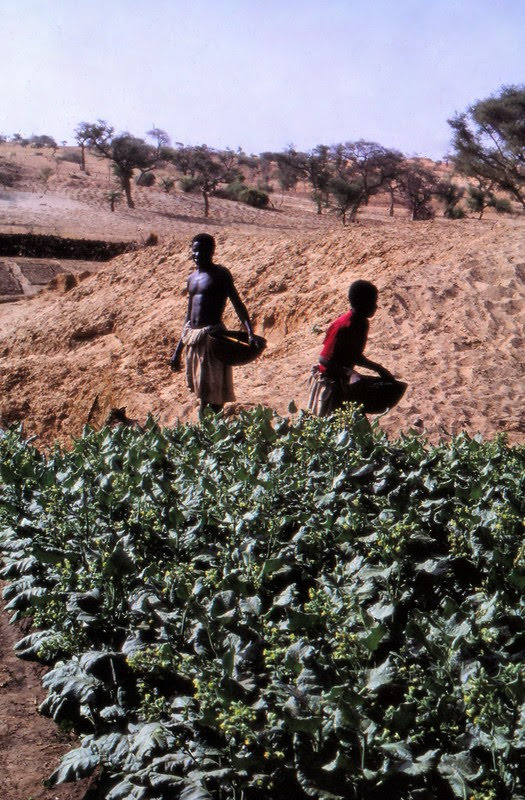
Culture du tabac dans un lit de rivière asséché, Tireli, Mali, 1980
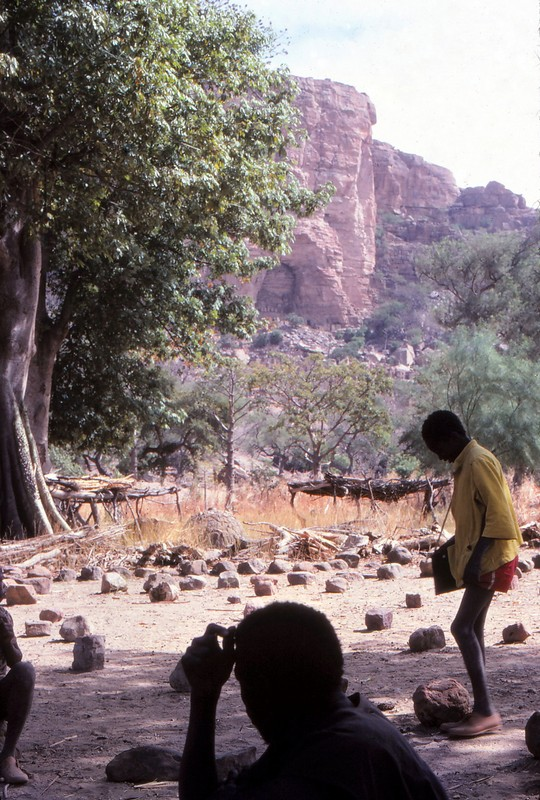
Un écolier entre les pierres d'assise du marché de Tireli, Mali 1984
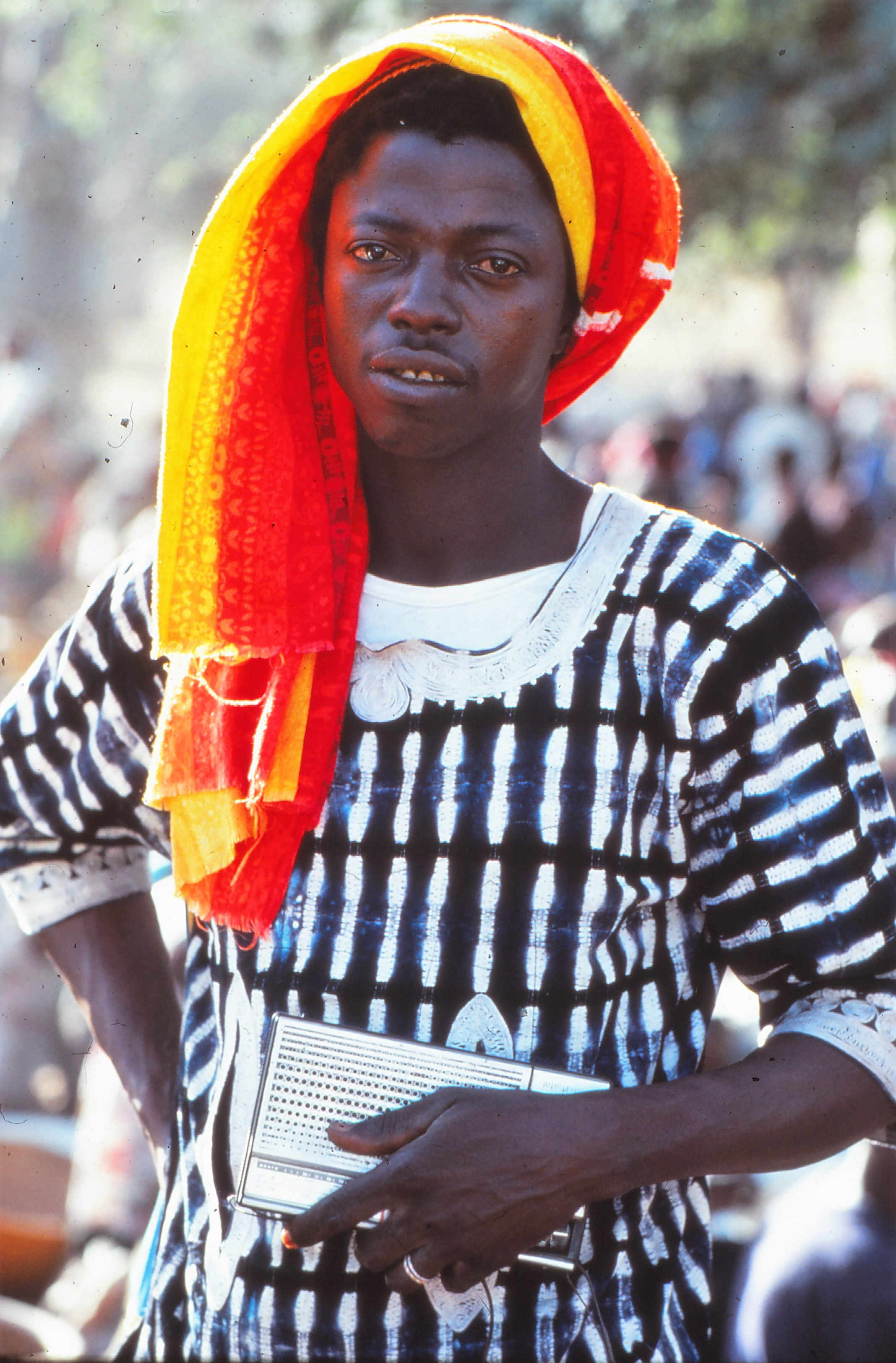
Jeune Dogon homme de retour d'Abidjan, avec sa radio, Tireli, Mali 1985.
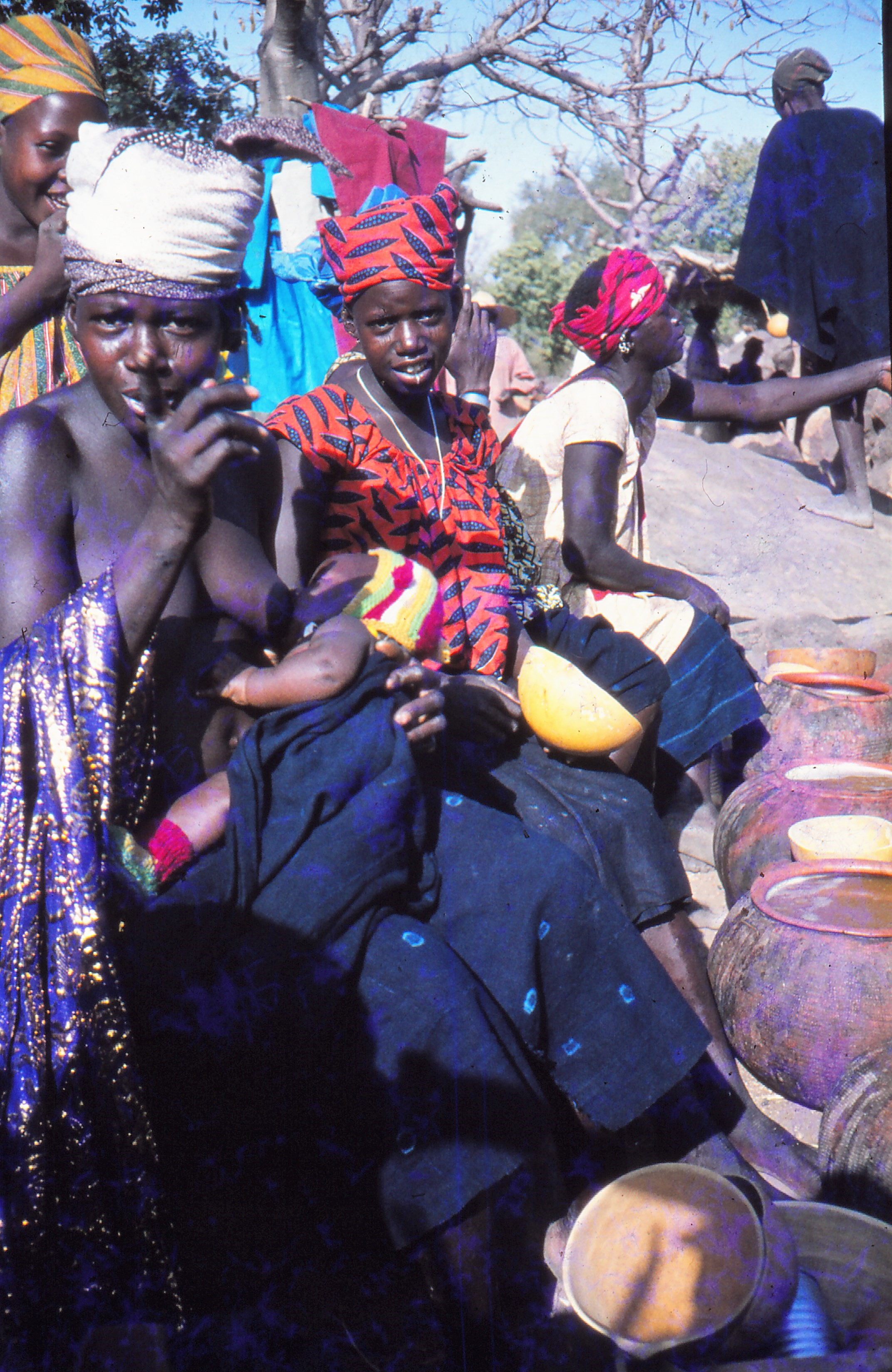
Vente personnelle: De jeunes vendeuses de bière avertissent le photographe qu'il doit également en acheter, marché de Tireli , Mali 1989
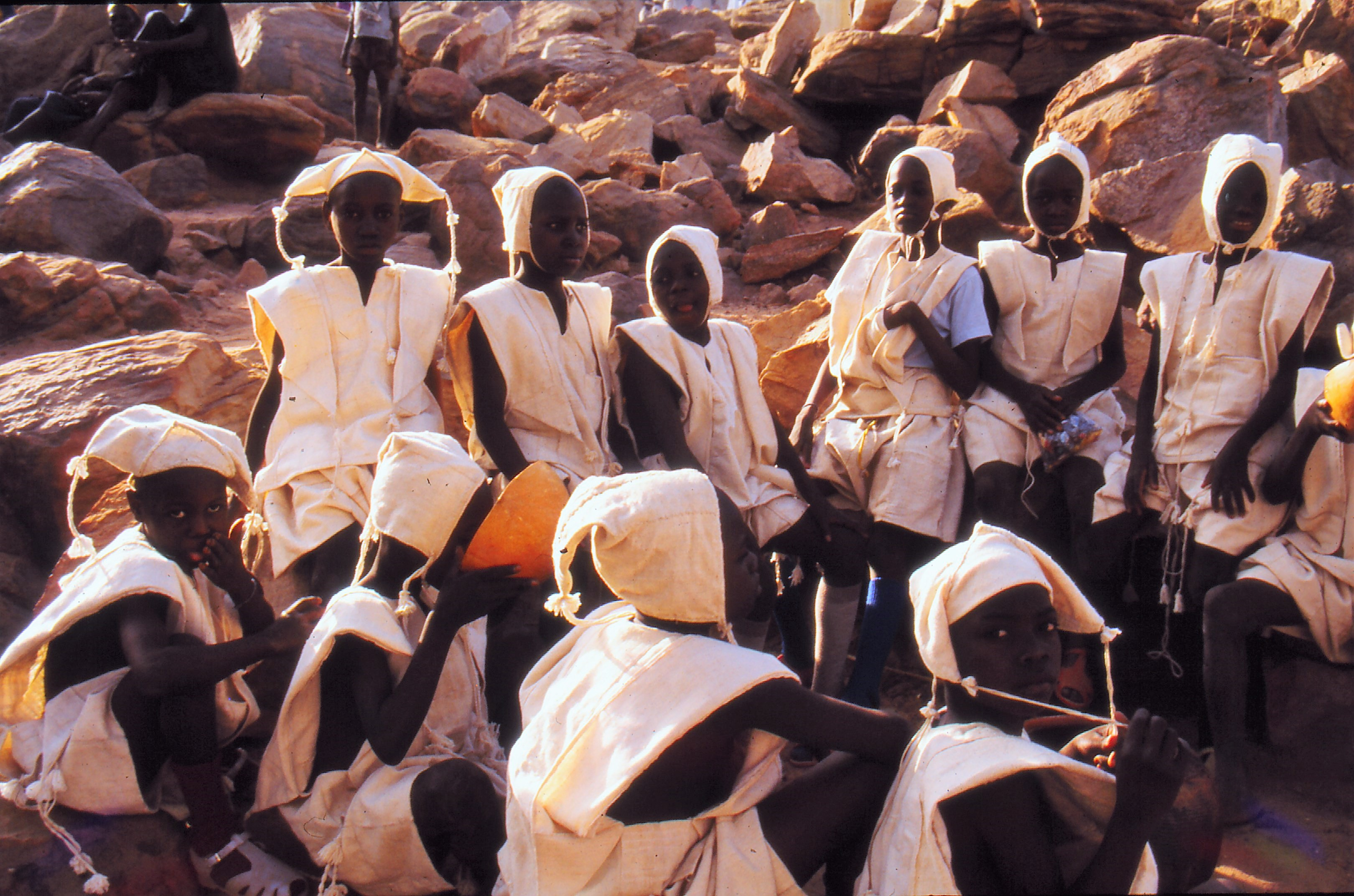
Garçons en vêtements blancs avec bonnets au marché de Tireli, juste après la circoncision, Mali 1990
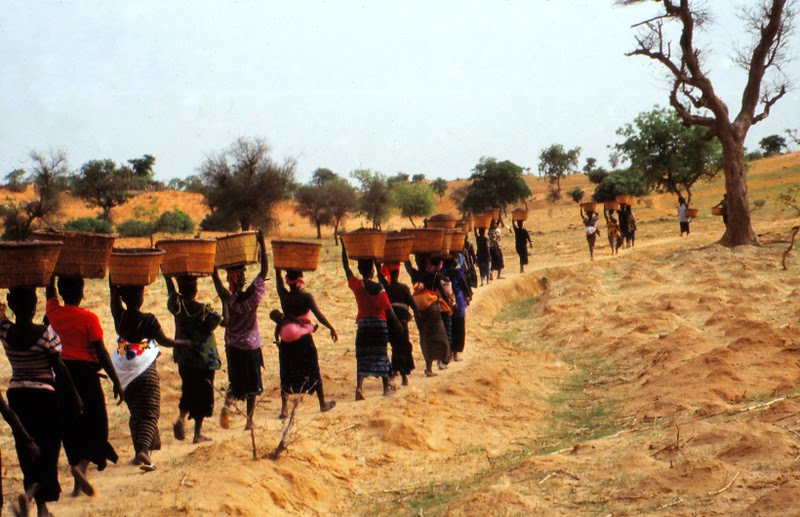
Les femmes d'un quartier avec du fumier en route vers le champ d'un d'entre eux, Tireli, Mali 1990

## Littérature
- « Beek, W.E.A. van (2016), Thuis en Afrika, een dubbelleven. Livre (monographie) », sur scholarlypublications.universiteitleiden.nl, Afrika-Studiecentrum Leiden, 2016 (consulté le 6 mars 2021). Texte intégral en néerlandais.

### Vidéo
- [vidéo] « The Art of Living - Millennium - David Maybury-Lewis », sur YouTube, 1992 (consulté le 6 mars 2021). 1992. Minutes:secondes  24:45 - 39:09.
- [vidéo] « Mali, pays Dogon, villages de Tireli, Amani, Ireli. Descente vers Tireli, village Dogon », sur YouTube, 2010 (consulté le 6 mars 2021). Lrousseau22.